# آتنهاوزن
آتنهاوزن (به آلمانی: Attenhausen) یک شهر در آلمان است که در Verbandsgemeinde Nassau واقع شده‌است. آتنهاوزن ۴۱۴ نفر جمعیت دارد.